# 里科芬
里科芬是德国巴伐利亚州的一个市镇。总面积23.93平方公里，总人口790人，其中男性405人，女性385人（2011年12月31日），人口密度33人/平方公里。